# Mirko Gualdi
Mirco Gualdi (Alzano Lombardo, 7 juli 1968) is een Italiaans voormalig professioneel wielrenner. Hij reed voor onder meer Lampre en Polti.

## Carrière
Gualdi gold als een groot talent bij de beloften en werd in 1990 dan ook wereldkampioen bij de amateurs. Hij had al twee bronzen medailles gewonnen op Italiaanse nationale kampioenschappen. De eerste in 1985 bij de junioren, de tweede in 1990 bij de amateurs. 
In 1992 deed hij namens Italië mee aan de Olympische Spelen (Barcelona) aan de wegrit. Hij eindigde als 71e. Een jaar later kreeg hij zijn eerste profcontract, bij Lampre. Hij bleef professioneel wielrenner tot 2003, maar wist nooit echt door te breken. Hij behaalde nog maar twee overwinningen, waarvan één in de Ronde van Italië. Hij was er echter een paar keer dicht bij in zowel de Ronde van Italië als de Ronde van Frankrijk.

## Belangrijkste overwinningen
1990
 Wereldkampioen wielrennen op de weg, Amateurs
Gran Premio Industria e Commercio di San Vendemiano
1991
GP Industria e Commercio Artigianato Carnaghese
1992
Gran Premio Industria e Commercio di San Vendemiano
1993
4e etappe Ronde van Polen
1997
17e etappe Ronde van Italië
7e etappe Ronde van Mexico

## Resultaten in voornaamste wedstrijden
| Jaar | Ronde van Italië | Ronde van Frankrijk | Ronde van Spanje |
| ---- | ---------------- | ------------------- | ---------------- |
| 1993 |                  |                     | opgave           |
| 1994 | opgave           |                     |                  |
| 1995 |                  |                     | opgave           |
| 1996 |                  | 43e                 |                  |
| 1997 | 62e (1)          | opgave              |                  |
| 1998 | 66e              |                     | 21e              |
| 1999 | opgave           |                     |                  |
| 2000 | 40e              |                     |                  |

| Jaar | Milaan-San Remo | Gent-Wevelgem | Ronde van Vlaanderen | Luik-Bast.‑Luik | Ronde van Lombardije | Parijs-Tours |
| ---- | --------------- | ------------- | -------------------- | --------------- | -------------------- | ------------ |
| 1993 |                 |               |                      |                 |                      |              |
| 1994 |                 | 68e           | 80e                  |                 |                      |              |
| 1995 |                 |               |                      |                 |                      | 50e          |
| 1996 |                 |               |                      |                 |                      |              |
| 1997 | 18e             |               |                      | 93e             |                      |              |
| 1998 |                 |               |                      | 86e             | 26e                  | ↑            |
| 1999 |                 |               |                      |                 |                      |              |
| 2000 | 44e             |               |                      |                 |                      |              |

## Ploegen
- 1993 –  Lampre-Polti
- 1994 –  Lampre-Panaria
- 1995 –  Polti-Granarolo-Santini
- 1996 –  Polti
- 1997 –  Polti
- 1998 –  Polti
- 1999 –  Mobilvetta Design-Northwave
- 2000 –  Mobilvetta Design-Rossin
- 2002 –  Mobilvetta Design-Formaggi Trentini
- 2003 –  Formaggi Pinzolo Fiavé-Ciarrocchi Immobiliare